# بای‌بلاغ
بای‌بلاغ (به قزاقی: Baybulak) یک منطقهٔ مسکونی در قزاقستان است که در استان آلماتی واقع شده‌است.